# El Horizonte, Chiapa de Corzo
El Horizonte är en ort i Mexiko.   Den ligger i kommunen Chiapa de Corzo och delstaten Chiapas, i den sydöstra delen av landet, 700 km öster om huvudstaden Mexico City. El Horizonte ligger 1 257 meter över havet och antalet invånare är 998.
Terrängen runt El Horizonte är varierad. Runt El Horizonte är det ganska tätbefolkat, med 100 invånare per kvadratkilometer. Närmaste större samhälle är Chiapa de Corzo, 20,0 km söder om El Horizonte. I omgivningarna runt El Horizonte växer huvudsakligen savannskog.